# Municipio de Harrisburg (Illinois)
El municipio de Harrisburg (en inglés: Harrisburg Township) es un municipio ubicado en el condado de Saline en el estado estadounidense de Illinois. En el año 2010 tenía una población de 10790 habitantes y una densidad poblacional de 111,56 personas por km².

## Geografía
El municipio de Harrisburg se encuentra ubicado en las coordenadas 37°43′53″N 88°32′28″O / 37.73139, -88.54111. Según la Oficina del Censo de los Estados Unidos, el municipio tiene una superficie total de 96.72 km², de la cual 94.38 km² corresponden a tierra firme y (2.41%) 2.33 km² es agua.

## Demografía
Según el censo de 2010, había 10790 personas residiendo en el municipio de Harrisburg. La densidad de población era de 111,56 hab./km². De los 10790 habitantes, el municipio de Harrisburg estaba compuesto por el 89.73% blancos, el 5.79% eran afroamericanos, el 0.5% eran amerindios, el 0.7% eran asiáticos, el 0.07% eran isleños del Pacífico, el 0.65% eran de otras razas y el 2.55% pertenecían a dos o más razas. Del total de la población el 2.12% eran hispanos o latinos de cualquier raza.